# Nati il 5 luglio
| Questa pagina contiene informazioni ricavate automaticamente dalle voci biografiche con l'ausilio del template Bio e di un bot. L'aggiornamento è periodico e automatico e ricostruisce completamente la pagina. Se manca una persona in questa lista, sei pregato di non aggiungerla, ma accertati piuttosto che la sua voce biografica contenga il template Bio e che i dati anagrafici siano correttamente compilati. Se il template Bio manca, inseriscilo tu stesso o, in alternativa, metti l'avviso {{tmp\|Bio}} che ne segnala la mancanza. Se i dati riportati sono sbagliati, correggi direttamente la voce biografica; le modifiche saranno visibili in questa lista entro pochi giorni. Per chiarimenti vedi il progetto biografie. La lista contiene solo le 1.153 persone che sono citate nell'enciclopedia e per le quali è stato implementato correttamente il template Bio. Pagina aggiornata al 17 ago 2025. |

## II secolo(1)
- 182 - Sun Quan, imperatore cinese († 252)

## V secolo(1)
- 465 - Ahkal Mo' Naahb I, sovrano († 524)

## XIV secolo(2)
- 1321 - Giovanna d'Inghilterra, principessa inglese († 1362)
- 1377 - Galeotto Belfiore Malatesta, condottiero italiano († 1400)

## XV secolo(7)
- 1447 - Costanzo I Sforza, condottiero italiano († 1483)
- 1466 - Giovanni Sforza, condottiero italiano († 1510)
- 1475 - Pandolfo IV Malatesta, condottiero italiano († 1534)
- 1480 - Filippo del Palatinato, vescovo cattolico tedesco († 1541)
- 1487 - Johann Gramann, teologo tedesco († 1541)
- 1495 - Filippo Archinto, arcivescovo cattolico italiano († 1558)
- 1500 - Paris Bordon, pittore italiano († 1571)

## XVI secolo(14)
- 1501 - Kaspar von Frundsberg, condottiero tedesco († 1536)
- 1512 - Cristoforo Madruzzo, cardinale italiano († 1578)
- 1522 - Margherita d'Austria, nobildonna († 1586)
- 1547 - Garzia de' Medici, nobile italiano († 1562)
- 1549 - Francesco Maria Bourbon del Monte Santa Maria, cardinale, vescovo cattolico e diplomatico italiano († 1626)
- 1554 - Elisabetta d'Asburgo, regina († 1592)
- 1558 - Giovanni Francesco Mocenigo, politico italiano († 1607)
- 1573 - Paolo Dal Pozzo, pittore italiano († 1655)
- 1580 - Carlo Contarini, doge († 1656)
- 1586 - Thomas Hooker, personalità religiosa statunitense († 1647)
- 1593 - Achille d'Estampes de Valençay, cardinale francese († 1646)
- 1594 - Leonardo II de Tassis, nobile († 1628)
- 1595 - Guru Har Gobind, mistico indiano († 1644)
- 1597 - Sigismondo Boldoni, scrittore e poeta italiano († 1630)

## XVII secolo(10)
- 1613 - Jean-François Niceron, scienziato francese († 1646)
- 1644 - Savio Mellini, cardinale italiano († 1701)
- 1658 - Thomas Pitt, mercante e politico britannico († 1726)
- 1665 - Filippo Luzi, pittore italiano († 1722)
- 1670 - Dorotea Sofia di Neuburg, contessa tedesca († 1748)
- 1671 - Carmine Nicolao Caracciolo, nobile spagnolo († 1726)
- 1673 - Friedrich Heinrich von Seckendorff, nobile, feldmaresciallo e diplomatico tedesco († 1763)
- 1675 - Mary Walcott, statunitense
- 1685 - Claude Lamoral II di Ligne, militare belga († 1766)
- 1692 - Antonio Carmine Caracciolo, IV principe di Torella, principe e diplomatico italiano († 1740)

## XVIII secolo(44)
- 1703 - Jack Broughton, pugile inglese († 1789)
- 1708 - Ferdinand Dietz, scultore tedesco († 1777)
- 1709 - Étienne de Silhouette, politico e funzionario francese († 1767)
- 1711 - Francesco Capella, pittore italiano († 1784)
- 1717 - Pietro III del Portogallo, sovrano portoghese († 1786)
- 1718 - Francis Seymour-Conway, I marchese di Hertford, nobile e politico britannico († 1794)
- 1723 - Filippo II di Schaumburg-Lippe, sovrano tedesco († 1787)
- 1724 - Giorgio Bonelli, botanico e medico italiano († 1803)
- 1726 - Giovanni Agostino De Cosmi, pedagogista e filosofo italiano († 1810)
- 1728 - Joseph Marie Blaise Coulomb, ingegnere francese († 1803)
- 1735 - August Ludwig von Schlözer, storico tedesco († 1809)
- 1742 - Henrik Gerner, ingegnere e militare danese († 1787)
- 1745 - Carl Arnold Kortum, scrittore tedesco († 1824)
- 1746 - Franz Anton von Zauner, architetto austriaco († 1822)
- 1750 - Aimé Argand, inventore e chimico svizzero († 1803)
- 1751 - Francesco Vendramin, politico e diplomatico italiano († 1818)
- 1753 - Charles Hamilton, VIII conte di Haddington, nobile scozzese († 1828)
- 1755 - Sarah Siddons, attrice teatrale britannica († 1831)
- 1760 - François Rouph de Varicourt, nobile e militare francese († 1789)
- 1761 - Louis-Léopold Boilly, pittore francese († 1845)
- 1764 - János Lavotta, compositore ungherese († 1820)
- 1764 - Daniel Mendoza, pugile inglese († 1836)
- 1766 - Jean-Pierre Bachasson, politico francese († 1823)
- 1773 - Giovanna Elisabetta Bichier des Ages, religiosa francese († 1838)
- 1773 - Ludovico I di Etruria, re († 1803)
- 1775 - Luigi Reggianini, vescovo cattolico italiano († 1847)
- 1780 - Francesco Antommarchi, medico francese († 1838)
- 1780 - François Victor Mérat de Vaumartoise, botanico, micologo e medico francese († 1851)
- 1780 - Juraj Tvrdý, presbitero e patriota slovacco († 1863)
- 1781 - George Bruce, inventore e imprenditore scozzese († 1866)
- 1782 - Rosa Morandi, soprano italiano († 1824)
- 1783 - Charles-Louis Havas, scrittore, giornalista e traduttore francese († 1858)
- 1784 - Leopoldo Nobili, fisico e inventore italiano († 1835)
- 1789 - Miguel Barreiro, politico uruguaiano († 1848)
- 1789 - Faddej Bulgarin, giornalista e scrittore polacco († 1859)
- 1791 - Samuel Bailey, economista e filosofo britannico († 1870)
- 1792 - Jean Civiale, chirurgo francese († 1867)
- 1793 - Pavel Ivanovič Pestel', rivoluzionario russo († 1826)
- 1794 - Sylvester Graham, medico e pastore protestante statunitense († 1851)
- 1794 - Maurits Hansen, scrittore e insegnante norvegese († 1842)
- 1795 - Charles Beslay, politico francese († 1878)
- 1795 - Georg Ernst Ludwig Hampe, micologo, botanico e farmacista tedesco († 1880)
- 1795 - Benjamin Morrell, esploratore e navigatore statunitense
- 1800 - Bartolomeo Campora, politico italiano († 1872)

## XIX secolo(173)
- 1801 - David G. Farragut, ammiraglio statunitense († 1870)
- 1802 - Pavel Stepanovič Nachimov, ammiraglio russo († 1855)
- 1803 - George Borrow, scrittore inglese († 1881)
- 1805 - Girolamo Napoleone Bonaparte, mercante statunitense († 1870)
- 1805 - Robert FitzRoy, navigatore, esploratore e meteorologo britannico († 1865)
- 1805 - William John Hamilton, geologo e archeologo inglese († 1867)
- 1805 - Victor de Tornaco, politico lussemburghese († 1875)
- 1806 - Heinrich Homberger, avvocato e politico svizzero († 1851)
- 1806 - Blanka Teleki, educatrice e attivista ungherese († 1862)
- 1806 - Henry Wreford, giornalista e critico d'arte inglese († 1892)
- 1808 - Marcantonio Colonna di Stigliano, nobile italiano († 1890)
- 1810 - Phineas Taylor Barnum, imprenditore e circense statunitense († 1891)
- 1812 - Adelbert von Keller, filologo e bibliotecario tedesco († 1883)
- 1813 - Augusto Duchoqué-Lambardi, politico italiano († 1893)
- 1813 - Antonio García Gutiérrez, drammaturgo spagnolo († 1884)
- 1814 - Jane Freshfield, scrittrice e alpinista inglese († 1901)
- 1815 - Pietro Maria Ferrè, vescovo cattolico italiano († 1886)
- 1817 - Hermann Friedberg, medico tedesco († 1884)
- 1817 - John Loughborough Pearson, architetto inglese († 1897)
- 1817 - Pietro Aristeo Romeo, patriota e politico italiano († 1886)
- 1817 - Carl Vogt, filosofo e zoologo tedesco († 1895)
- 1817 - Miguel de los Santos Álvarez, diplomatico spagnolo († 1892)
- 1818 - Vincenzo Bertolini, politico e avvocato italiano († 1884)
- 1819 - Guglielmo Stefani, giornalista e scrittore italiano († 1861)
- 1820 - William Rankine, ingegnere e fisico scozzese († 1872)
- 1820 - Gaetano Sabatelli, pittore italiano († 1893)
- 1821 - Karl von Meck, imprenditore russo († 1876)
- 1824 - Richard L. Heschl, anatomista austriaco († 1881)
- 1826 - Pierre Vésinier, giornalista e scrittore francese († 1902)
- 1828 - Maria Baderna, danzatrice italiana († 1892)
- 1832 - Pavel Petrovič Čistjakov, pittore russo († 1919)
- 1833 - Nikolaj Vasil'evič Kopitov, ammiraglio russo († 1901)
- 1834 - Maurice Raynaud, medico francese († 1881)
- 1837 - Gioacchino IV di Costantinopoli, arcivescovo ortodosso ottomano († 1887)
- 1837 - Jenő Zichy, nobile, scrittore e orientalista ungherese († 1906)
- 1837 - Pio Alberto del Corona, arcivescovo cattolico italiano († 1912)
- 1838 - Gian Domenico Petroni, avvocato e politico italiano († 1908)
- 1841 - Maria d'Orange-Nassau, principessa olandese († 1910)
- 1841 - Mary Arthur McElroy, insegnante statunitense († 1917)
- 1841 - William Collins Whitney, politico statunitense († 1904)
- 1843 - Anton Ausserer, entomologo e aracnologo austriaco († 1899)
- 1844 - Fortunato Mizzi, politico maltese († 1905)
- 1844 - Edmond Marie Petitjean, pittore francese († 1925)
- 1845 - Barsanufio di Optina, religioso russo († 1913)
- 1845 - Wilhelm Blasius, ornitologo tedesco († 1912)
- 1845 - Filomeno Mata, giornalista, rivoluzionario e anarchico messicano († 1911)
- 1845 - Ede Pallavicini, nobile, imprenditore e politico ungherese († 1914)
- 1846 - Joseph Benson Foraker, politico statunitense († 1917)
- 1846 - Paolo Pio Perazzo, francescano italiano († 1911)
- 1847 - Joshua Millner, tiratore a segno britannico († 1931)
- 1849 - William Thomas Stead, editore, giornalista e scrittore britannico († 1912)
- 1851 - William Brewster, ornitologo statunitense († 1919)
- 1851 - Annibale Maria Di Francia, presbitero italiano († 1927)
- 1852 - Giorgio Bombi, politico italiano († 1939)
- 1852 - Stefano Gobatti, compositore italiano († 1913)
- 1853 - Tivadar Kosztka Csontváry, pittore ungherese († 1919)
- 1853 - Giovanni Lomazzi, orafo italiano († 1925)
- 1853 - Charles Mengin, pittore e scultore francese († 1933)
- 1853 - Cecil Rhodes, imprenditore e politico britannico († 1902)
- 1854 - Giuseppe Sacconi, architetto italiano († 1905)
- 1857 - Saint George Hare, pittore irlandese († 1933)
- 1857 - Julien Tiersot, compositore, etnologo e musicologo francese († 1936)
- 1857 - Clara Zetkin, politica tedesca († 1933)
- 1857 - Cesare Zonca, scultore italiano († 1935)
- 1858 - Giacomo Reggio, ingegnere e politico italiano († 1950)
- 1859 - Alfred Jeanroy, linguista e filologo francese († 1954)
- 1859 - Alfred Michaux, avvocato e esperantista francese († 1937)
- 1859 - Attilio Valentini, giornalista italiano († 1892)
- 1860 - Robert Bacon, politico e diplomatico statunitense († 1919)
- 1860 - Albert Döderlein, ginecologo tedesco († 1941)
- 1862 - Horatio Caro, scacchista britannico († 1920)
- 1862 - George Nuttall, biologo britannico († 1937)
- 1863 - Gonzalo Córdova, politico ecuadoriano († 1928)
- 1863 - Tibor von Földváry, pattinatore artistico su ghiaccio ungherese († 1912)
- 1863 - Ľudovít Maróthy, scrittore e pastore protestante slovacco († 1899)
- 1865 - Edward José, regista, attore e sceneggiatore belga († 1930)
- 1866 - Canio Musacchio, sindacalista e politico italiano († 1909)
- 1867 - Miguel Abadìa Méndez, politico, diplomatico e scrittore colombiano († 1947)
- 1867 - Andrew Ellicott Douglass, astronomo statunitense († 1962)
- 1867 - Max Friedländer, storico dell'arte tedesco († 1958)
- 1868 - Léon Lhoest, ciclista su strada e pistard belga († 1935)
- 1869 - Nicola IV Esterházy, principe († 1920)
- 1869 - Bessie MacNicol, pittrice scozzese († 1904)
- 1870 - Claudio Castelucho, pittore spagnolo († 1927)
- 1870 - Cornelio Sebastiano Cuccarollo, arcivescovo cattolico italiano († 1963)
- 1870 - Madeleine Guitty, attrice francese († 1936)
- 1871 - Miguel Asín Palacios, storico, arabista e religioso spagnolo († 1944)
- 1871 - Francesco Chiesa, scrittore e insegnante svizzero († 1973)
- 1871 - Claus Schilling, medico e criminale di guerra tedesco († 1946)
- 1872 - Henrik Agersborg, velista norvegese († 1942)
- 1872 - Édouard Herriot, politico francese († 1957)
- 1873 - Guido Costante Sullam, ingegnere e architetto italiano († 1949)
- 1873 - Sunao Tawara, medico giapponese († 1952)
- 1874 - Eugen Fischer, medico tedesco († 1967)
- 1874 - Gerhard von Keussler, compositore e direttore d'orchestra tedesco († 1949)
- 1877 - Edwin Biedermann, tennista britannico († 1929)
- 1877 - Tullio Giordana, scrittore, giornalista e avvocato italiano († 1950)
- 1879 - Enrico Maria Alliata di Villafranca, nobile, gastronomo e scrittore italiano († 1946)
- 1879 - Volkmar Andreae, compositore e direttore d'orchestra svizzero († 1962)
- 1879 - Dwight Filley Davis, tennista e politico statunitense († 1945)
- 1879 - Philippe Gaubert, flautista, direttore d'orchestra e compositore francese († 1941)
- 1879 - Wanda Landowska, clavicembalista polacca († 1959)
- 1879 - José Millán-Astray, generale e politico spagnolo († 1954)
- 1879 - Bortolo Zambon, generale e partigiano italiano († 1967)
- 1880 - Eugenio Vittorio Ballatore di Rosana, architetto e insegnante italiano († 1948)
- 1880 - Jan Kubelík, violinista e compositore ceco († 1940)
- 1880 - Constantin Tănase, attore teatrale, drammaturgo e cabarettista rumeno († 1945)
- 1881 - August Hlond, cardinale e arcivescovo cattolico polacco († 1948)
- 1881 - Henri Le Fauconnier, pittore francese († 1946)
- 1881 - Enrique Muiño, attore spagnolo († 1956)
- 1881 - Thomas Parnell, fisico australiano († 1948)
- 1882 - Inayat Khan, mistico, musicista e scrittore indiano († 1927)
- 1882 - Eric Thornton, calciatore inglese († 1945)
- 1883 - Dell Henderson, regista, attore e sceneggiatore canadese († 1956)
- 1883 - Stanislao Silesu, compositore italiano († 1953)
- 1884 - Nino Barbantini, critico d'arte italiano († 1952)
- 1884 - Enrico Dante, cardinale, arcivescovo cattolico e teologo italiano († 1967)
- 1884 - Luigi Forlano, militare e calciatore italiano († 1916)
- 1885 - Mario Arisio, generale italiano († 1950)
- 1885 - Vincenzo Fasolo, architetto, ingegnere e storico dell'architettura italiano († 1969)
- 1885 - Blas Infante, politico e scrittore spagnolo († 1936)
- 1885 - André Lhote, pittore francese († 1962)
- 1886 - Giuseppe Altana, pittore italiano († 1975)
- 1886 - Federico Cesarano, schermidore italiano († 1969)
- 1886 - Willem Drees, politico olandese († 1988)
- 1886 - Jacques Rodrigues, schermidore francese († 1968)
- 1886 - Ivan Konstantinovič Romanov, nobile russo († 1918)
- 1886 - Felix Timmermans, scrittore belga († 1947)
- 1887 - Karl Hanssen, calciatore tedesco († 1916)
- 1888 - Herbert Spencer Gasser, medico statunitense († 1963)
- 1889 - Maria Rita Brondi, chitarrista, liutista e cantante italiana († 1941)
- 1889 - Ralph Broome, bobbista britannico († 1985)
- 1889 - Jean Cocteau, poeta, saggista e drammaturgo francese († 1963)
- 1889 - Giulio Donadio, attore e regista italiano († 1951)
- 1889 - Edouard Leys, missionario e vescovo cattolico belga († 1945)
- 1889 - Dialma Ruggiero, militare italiano († 1936)
- 1890 - Amédée Dubois de La Patellière, pittore francese († 1932)
- 1890 - Heitarō Edo, ammiraglio giapponese († 1944)
- 1890 - Karl Eglseer, generale austriaco († 1944)
- 1890 - Bessie Eyton, attrice statunitense († 1965)
- 1891 - Guido Guidi, aviatore e ingegnere italiano († 1983)
- 1891 - John Howard Northrop, biochimico statunitense († 1987)
- 1891 - Tin Ujević, poeta croato († 1955)
- 1892 - Lauge Koch, geologo e esploratore danese († 1964)
- 1892 - Giuseppe Rusca, militare italiano († 1916)
- 1893 - Leone Carlo d'Asburgo-Teschen, militare austriaco († 1939)
- 1893 - Anthony Berkeley Cox, scrittore britannico († 1971)
- 1893 - Giuseppe Caselli, pittore italiano († 1976)
- 1894 - Giulio Guidoni, politico italiano († 1992)
- 1894 - Margarita Nelken, scrittrice, critica d'arte e politica spagnola († 1968)
- 1895 - Helen Barnes, attrice e ballerina statunitense († 1925)
- 1895 - Gordon Jacob, compositore inglese († 1984)
- 1895 - Rinaldo Varalda, calciatore italiano († 1956)
- 1896 - Jan Novák, calciatore cecoslovacco († 1968)
- 1896 - Otto Šimonek, calciatore cecoslovacco
- 1897 - Paul Ben-Haim, compositore israeliano († 1984)
- 1897 - Åke Häger, ginnasta svedese († 1968)
- 1897 - Francesco Lanza, scrittore italiano († 1933)
- 1897 - Anna McGowan, statunitense († 1990)
- 1897 - Salvatore Toscano, militare e marinaio italiano († 1941)
- 1897 - Sophie Wyss, soprano svizzero († 1983)
- 1898 - José Luis Benlliure López de Arana, architetto, scultore e pittore spagnolo († 1981)
- 1898 - Georgios Grivas, generale e guerrigliero greco († 1974)
- 1898 - William Carrall Hilborn, aviatore canadese († 1918)
- 1898 - Robert Roth, lottatore svizzero († 1959)
- 1899 - Marcel Achard, scrittore e drammaturgo francese († 1974)
- 1899 - Marcel Arland, scrittore, saggista e critico letterario francese († 1986)
- 1900 - Bernard Jan Alfrink, cardinale e arcivescovo cattolico olandese († 1987)
- 1900 - Erisia Gennai Tonietti, politica italiana († 1974)
- 1900 - Reed Howes, attore statunitense († 1964)
- 1900 - Pëtr Isakov, allenatore di calcio, calciatore e arbitro di calcio sovietico († 1957)
- 1900 - Miran Jarc, poeta e drammaturgo sloveno († 1942)
- 1900 - Yoshimaro Yamashina, ornitologo giapponese († 1989)

## XX secolo(871)
- 1901 - Ermenegildo Florit, cardinale e arcivescovo cattolico italiano († 1985)
- 1901 - Julio Libonatti, allenatore di calcio e calciatore argentino († 1981)
- 1901 - Len Lye, artista neozelandese († 1980)
- 1901 - Mark Borisovič Mitin, filosofo e storico sovietico († 1987)
- 1901 - Sergej Vladimirovič Obrazcov, burattinaio russo († 1992)
- 1901 - Birendranath Sircar, produttore cinematografico indiano († 1980)
- 1901 - Emilio Vitali, pittore italiano († 1980)
- 1902 - Giuseppe Baccilieri, calciatore italiano († 1971)
- 1902 - Carla Bartheel, attrice e fotografa tedesca († 1983)
- 1902 - Panama Al Brown, pugile panamense († 1951)
- 1902 - Adolf Kajpr, presbitero ceco († 1959)
- 1902 - Henry Cabot Lodge Jr., politico e diplomatico statunitense († 1985)
- 1902 - Johan Mastenbroek, allenatore di calcio olandese († 1978)
- 1902 - Ion Moța, politico romeno († 1937)
- 1902 - Arthur Trudeau, generale statunitense († 1991)
- 1903 - Luigi Candiani, pittore italiano († 1963)
- 1903 - Lucio Cargnel, pittore italiano († 1998)
- 1903 - Hermann Hörlin, alpinista e fisico tedesco († 1983)
- 1903 - Willem Peters, triplista olandese († 1995)
- 1903 - Edward Woods, attore statunitense († 1989)
- 1904 - Harold Acton, scrittore, storico e collezionista d'arte britannico († 1994)
- 1904 - Antonio Busini, dirigente sportivo e calciatore italiano († 1975)
- 1904 - Eugenia Clinchard, attrice statunitense († 1989)
- 1904 - Ernst Mayr, biologo e genetista tedesco († 2005)
- 1904 - Franz Runge, calciatore austriaco († 1975)
- 1905 - Umberto Bertozzi, militare e criminale di guerra italiano († 1964)
- 1905 - Michele Bonaglia, pugile italiano († 1944)
- 1905 - Gabriella Gatti, soprano italiano († 2003)
- 1905 - Else Gebel, attivista tedesca († 1964)
- 1905 - Luigi Giuseppe Giuliani, calciatore italiano († 1985)
- 1905 - Isa Miranda, attrice italiana († 1982)
- 1906 - Gentil Cardoso, allenatore di calcio brasiliano († 1970)
- 1906 - John Crammond, skeletonista britannico († 1978)
- 1906 - Walter Laufer, nuotatore statunitense († 1984)
- 1907 - Kurt Bittel, archeologo tedesco († 1991)
- 1907 - Ruggero Orlando, giornalista e politico italiano († 1994)
- 1907 - Michele Genovese, attore e comico italiano († 1980)
- 1907 - Ethel Smith, velocista canadese († 1979)
- 1907 - Yang Shangkun, politico e militare cinese († 1998)
- 1908 - Umberto Degli Esposti, militare e aviatore italiano († 1936)
- 1908 - Ferdinando Meomartini, giornalista, pilota automobilistico e saggista italiano († 2003)
- 1908 - Hellmuth Mäder, generale tedesco († 1984)
- 1908 - Enrico d'Orléans, conte († 1999)
- 1909 - Bill Wheatley, cestista e allenatore di pallacanestro statunitense († 1992)
- 1910 - Håkon Askerød, calciatore norvegese († 1989)
- 1910 - Robert K. Merton, sociologo statunitense († 2003)
- 1910 - Georges Vedel, giurista francese († 2002)
- 1911 - Jules Bihain, cestista belga
- 1911 - George Borġ Olivier, politico maltese († 1980)
- 1911 - Germinal Cimarelli, operaio, antifascista e partigiano italiano († 1944)
- 1911 - Antonio Crast, attore italiano († 1984)
- 1911 - Phil LaBatte, hockeista su ghiaccio statunitense († 2002)
- 1911 - Georges Pompidou, politico francese († 1974)
- 1912 - Aldo Arzilli, politico italiano († 1973)
- 1912 - Teodoro Bigi, politico, partigiano e sindacalista italiano († 2012)
- 1912 - Anton Giulio Majano, regista e sceneggiatore italiano († 1994)
- 1912 - Giulio Viozzi, compositore, pianista e direttore d'orchestra italiano († 1984)
- 1913 - Elwood Cooke, tennista statunitense († 2004)
- 1913 - George Costakis, collezionista d'arte greco († 1990)
- 1913 - Piet Gunning, hockeista su prato olandese († 1967)
- 1913 - Lucio Mario Luzzatto, politico italiano († 1986)
- 1913 - Eva Rittmeister, antifascista tedesca († 2004)
- 1914 - Alain de Boissieu, generale francese († 2006)
- 1914 - Werner Buchwalder, ciclista su strada svizzero († 1987)
- 1914 - Annie Fischer, pianista ungherese († 1995)
- 1914 - Albino Garzetti, storico italiano († 1998)
- 1914 - Eduardo Herrera Bueno, calciatore spagnolo († 1991)
- 1914 - Antonio Rinaldi, poeta e giornalista italiano († 1982)
- 1915 - Henri Colans, sollevatore belga († 1996)
- 1915 - Babe Paley, socialite statunitense († 1978)
- 1915 - Alfredo Fusco, ufficiale e aviatore italiano († 1941)
- 1915 - Alfonso Negro, calciatore e medico statunitense († 1984)
- 1915 - John Woodruff, mezzofondista statunitense († 2007)
- 1916 - Alvin Colt, costumista statunitense († 2008)
- 1916 - Domenico Gaudio, politico italiano († 2000)
- 1916 - Ivor Powell, allenatore di calcio e calciatore gallese († 2012)
- 1917 - Miguel Ortega, calciatore paraguaiano
- 1917 - Luigi Romersa, giornalista e scrittore italiano († 2007)
- 1918 - Moss Mabry, costumista statunitense († 2006)
- 1918 - Zakariyya Muhyi al-Din, generale e politico egiziano († 2012)
- 1918 - Jeno Paulucci, imprenditore statunitense († 2011)
- 1918 - George Rochberg, compositore statunitense († 2005)
- 1918 - Léon Schumacher, calciatore lussemburghese († 1985)
- 1919 - Amedeo Berdini, tenore italiano († 1964)
- 1919 - Arrigo Pola, tenore italiano († 1999)
- 1919 - Bep Voskuijl, olandese († 1983)
- 1920 - Rafael Alonso, attore e regista spagnolo († 1998)
- 1920 - Arrigo Castellani, linguista e filologo italiano († 2004)
- 1920 - Luigi Incoronato, scrittore e saggista italiano († 1967)
- 1920 - Sachin Nag, pallanuotista e nuotatore indiano († 1987)
- 1920 - Ruth Neudeck, militare tedesca († 1948)
- 1920 - Enrique Zambrano, attore, direttore del doppiaggio e doppiatore messicano († 1968)
- 1921 - Giuseppe Catalfamo, filosofo e pedagogista italiano († 1989)
- 1921 - Paul Herman, cestista statunitense († 1972)
- 1921 - Aram Katcher, attore turco († 1998)
- 1921 - Viktor Georgievič Kulikov, generale e politico sovietico († 2013)
- 1921 - Vito Ortelli, ciclista su strada e pistard italiano († 2017)
- 1922 - Osvaldo Alasonatti, aviatore, partigiano e militare italiano († 1944)
- 1922 - Giacomo Bologna, politico italiano († 2011)
- 1922 - Bob Duffy, cestista statunitense († 1978)
- 1922 - Silvana Giorgetti, scrittrice italiana († 2005)
- 1922 - Edwin Thompson Jaynes, fisico e statistico statunitense († 1998)
- 1922 - Gennaro Olivieri, personaggio televisivo e arbitro di hockey su ghiaccio svizzero († 2009)
- 1923 - Fernando Farulli, pittore e incisore italiano († 1997)
- 1923 - Gustaaf Joos, cardinale e arcivescovo cattolico belga († 2004)
- 1923 - Angelo Turconi, calciatore e allenatore di calcio italiano († 2011)
- 1924 - Edward Idris Cassidy, cardinale e arcivescovo cattolico australiano († 2021)
- 1924 - Osman Lins, scrittore brasiliano († 1978)
- 1924 - Cesarino Romano, pediatra italiano († 2008)
- 1924 - János Starker, violoncellista ungherese († 2013)
- 1925 - Bruno Begnotti, architetto, urbanista e vignettista italiano († 2020)
- 1925 - Bruno Berellini, partigiano francese († 1995)
- 1925 - Marco Bisceglia, prete italiano († 2001)
- 1925 - Jean Raspail, esploratore e romanziere francese († 2020)
- 1925 - Charles Asa Schleck, arcivescovo cattolico statunitense († 2011)
- 1925 - Vladimir Zjablikov, calciatore sovietico († 1955)
- 1926 - Kenneth Gaburo, compositore statunitense († 1993)
- 1926 - Salvador Jorge Blanco, politico dominicano († 2010)
- 1926 - Diana Lynn, attrice e pianista statunitense († 1971)
- 1926 - Gianfranco Mascii, pittore e illustratore italiano († 2003)
- 1926 - Guglielmo Negri, giurista italiano († 2000)
- 1926 - Pasquale Perugini, politico italiano († 1996)
- 1926 - Ivo Hélcio Jardim de Campos Pitanguy, medico, chirurgo e scrittore brasiliano († 2016)
- 1926 - Éliane Vogel-Polsky, giurista belga († 2015)
- 1927 - Mirko Costa, ex calciatore italiano
- 1927 - Mario Fratti, drammaturgo italiano († 2023)
- 1928 - Ramón Cobo, calciatore e allenatore di calcio spagnolo († 2009)
- 1928 - Simona Mafai, politica italiana († 2019)
- 1928 - Pierre Mauroy, politico francese († 2013)
- 1928 - Jeremy Moore, generale britannico († 2007)
- 1928 - Warren Oates, attore statunitense († 1982)
- 1928 - Jurij Ozerov, cestista e allenatore di pallacanestro sovietico († 2004)
- 1928 - Michelangelo Pira, giornalista, antropologo e scrittore italiano († 1980)
- 1928 - Vladimir Nikolaevič Toporov, storico della letteratura, filologo e critico letterario russo († 2005)
- 1929 - Pasquale Foresi, presbitero e teologo italiano († 2015)
- 1929 - Jacqueline Harpman, scrittrice e psicoanalista belga († 2012)
- 1929 - Katherine Helmond, attrice e comica statunitense († 2019)
- 1929 - Jan Kozák, cestista e allenatore di pallacanestro cecoslovacco († 2016)
- 1929 - Tommaso Perantuono, politico italiano
- 1929 - Ed Smith, cestista statunitense († 1998)
- 1929 - Mario Trufelli, giornalista, scrittore e poeta italiano († 2024)
- 1929 - Chikao Ōtsuka, doppiatore giapponese († 2015)
- 1930 - Rolando Alvarez da Cruz, pallanuotista brasiliano († 1987)
- 1930 - Marco Biassoni, disegnatore e umorista italiano († 2002)
- 1930 - Tommy Cook, attore statunitense
- 1930 - Josefine Frandl, ex sciatrice alpina austriaca
- 1930 - Anna Neri, cestista italiana († 2020)
- 1930 - Enrico Rizzi, politico italiano († 2005)
- 1930 - John Wood, attore britannico († 2011)
- 1931 - Jimmy Burke, criminale statunitense († 1996)
- 1931 - Blanchette Fernandez Diaz, greca († 1943)
- 1931 - Ab Gootjes, cestista olandese († 2020)
- 1931 - Fred Lamond, scrittore inglese († 2020)
- 1931 - Gerd Lauck, calciatore tedesco († 2005)
- 1931 - Slava Zupančič, sciatrice alpina slovena († 2000)
- 1932 - Philippe Erulin, ufficiale francese († 1979)
- 1932 - Jim Gaughran, pallanuotista statunitense
- 1932 - Gyula Horn, politico ungherese († 2013)
- 1932 - Billy Laughlin, attore statunitense († 1948)
- 1932 - Carlo Scaccabarozzi, calciatore italiano († 2015)
- 1933 - Mario Cantini, compositore, editore e produttore discografico italiano († 2024)
- 1933 - Yves Gominon, cestista francese († 2016)
- 1933 - Paul-Gilbert Langevin, musicologo francese († 1986)
- 1933 - David G. P. Taylor, diplomatico e politico britannico († 2007)
- 1934 - Vladislao Cap, calciatore e allenatore di calcio argentino († 1982)
- 1934 - Péter Dely, scacchista ungherese († 2012)
- 1934 - Yoshio Furukawa, ex calciatore giapponese
- 1934 - Hasan Güngör, lottatore turco († 2011)
- 1934 - Tom Krause, basso-baritono finlandese († 2013)
- 1934 - Franco Luison, calciatore italiano († 2012)
- 1934 - Antonina Moiseeva, pallavolista sovietica († 2020)
- 1934 - Carmine Montescuro, mafioso italiano († 2023)
- 1934 - Paolo Scirpa, artista italiano († 2025)
- 1935 - Shirley Collins, cantante britannica
- 1935 - Giannetto Congeddu, politico italiano († 2023)
- 1935 - Patrizia Della Rovere, attrice e personaggio televisivo italiana
- 1935 - Brendan McCann, cestista statunitense († 2024)
- 1935 - Chamlong Srimuang, politico e militare thailandese
- 1935 - Shevah Weiss, politico, politologo e diplomatico polacco († 2023)
- 1935 - Hubertus Antonius van der Aa, botanico e micologo olandese († 2017)
- 1936 - Frederick Ballantyne, politico sanvincentino († 2020)
- 1936 - Christian Baltzer, ex cestista, allenatore di pallacanestro e dirigente sportivo francese
- 1936 - Piet Fransen, calciatore olandese († 2015)
- 1936 - Alan James Alexander Kelly, calciatore e allenatore di calcio irlandese († 2009)
- 1936 - Shirley Knight, attrice statunitense († 2020)
- 1936 - Tommy LiPuma, produttore discografico statunitense († 2017)
- 1936 - James Mirrlees, economista e docente britannico († 2018)
- 1936 - Vittorio Parisi, politico e zoologo italiano
- 1936 - Richard Stearns, matematico e informatico statunitense
- 1937 - Paolo Amorini, ex canottiere italiano
- 1937 - Brooke Hayward, attrice statunitense
- 1937 - Nita Lowey, politica statunitense († 2025)
- 1937 - Lucia Lumbelli, pedagogista italiana († 2019)
- 1937 - Jo de Roo, ex ciclista su strada e pistard olandese
- 1938 - Bruno Benetti, calciatore italiano († 2010)
- 1938 - Salvatore Coco, politico italiano
- 1938 - Fan Zeng, pittore, poeta e scrittore cinese
- 1938 - Óscar Hahn, poeta, saggista e critico letterario cileno
- 1938 - Carlo Vomiero, calciatore italiano († 2018)
- 1938 - Sonny West, attore e stuntman statunitense († 2017)
- 1939 - Martin Burger, ex sciatore alpino austriaco
- 1939 - Sergio Di Stefano, attore, doppiatore e direttore del doppiaggio italiano († 2010)
- 1939 - Antonio Franchi, politico italiano
- 1939 - Jimmy Lloyd, pugile britannico († 2013)
- 1939 - Vittorio Melloni, regista italiano († 1992)
- 1939 - Antonio Taglioni, regista teatrale e direttore artistico italiano († 2001)
- 1939 - José Terrón, attore spagnolo († 2019)
- 1939 - Lucia Tomasi Tongiorgi, storica dell'arte italiana
- 1939 - Erich Zenger, presbitero e teologo tedesco († 2010)
- 1940 - Arthur Blythe, compositore e sassofonista statunitense († 2017)
- 1940 - Herbie Brennan, scrittore e autore di giochi britannico († 2024)
- 1940 - Chuck Close, pittore e fotografo statunitense († 2021)
- 1940 - Eddie Miles, ex cestista e allenatore di pallacanestro statunitense
- 1940 - Karen Shepherd, politica statunitense
- 1940 - Tunku Puan Zanariah, sovrana malese († 2019)
- 1940 - Francesco Tonucci, pedagogista e scrittore italiano
- 1940 - Nicholas Wright, drammaturgo e sceneggiatore britannico
- 1941 - Amedeo D'Addario, politico italiano
- 1941 - Lynley Dodd, scrittrice neozelandese
- 1941 - Antonio Escohotado, filosofo, giurista e saggista spagnolo († 2021)
- 1941 - Barbara Frischmuth, scrittrice, traduttrice e drammaturga austriaca († 2025)
- 1941 - Riccardo Grassetti, direttore della fotografia italiano
- 1941 - Geronimo Meynier, attore italiano († 2021)
- 1941 - Peggy Miley, attrice statunitense
- 1941 - Epeli Nailatikau, politico figiano
- 1941 - Kōji Nakamoto, comico, attore e cantante giapponese († 2022)
- 1941 - Raffaele Squitieri, magistrato italiano
- 1942 - Eliot Feld, coreografo, ballerino e attore statunitense
- 1942 - Gianfranco Ghirlanda, cardinale e gesuita italiano
- 1942 - Hannes Löhr, calciatore e allenatore di calcio tedesco († 2016)
- 1942 - Héctor Ochoa, calciatore argentino († 2020)
- 1942 - Enzo Vicario, bobbista italiano
- 1943 - Lucio Allocca, attore, regista teatrale e drammaturgo italiano
- 1943 - Stefano Balassone, produttore televisivo, autore televisivo e scrittore italiano
- 1943 - Ezio Cartotto, politico, scrittore e giornalista italiano († 2021)
- 1943 - Mark Cox, ex tennista britannico
- 1943 - Fosco Giansanti, pilota motociclistico italiano
- 1943 - István Gáli, pugile ungherese († 2020)
- 1943 - Robbie Robertson, cantante, polistrumentista e compositore canadese († 2023)
- 1943 - Pierre Villepreux, ex rugbista a 15, allenatore di rugby a 15 e dirigente sportivo francese
- 1944 - Sam Davis, giocatore di football americano statunitense († 2019)
- 1944 - Geneviève Grad, attrice francese († 2024)
- 1944 - Enrique Irazoqui, attore, scacchista e antifascista spagnolo († 2020)
- 1945 - Michael Blake, scrittore, sceneggiatore e regista statunitense († 2015)
- 1945 - Filip Blašković, ex calciatore jugoslavo
- 1945 - Daria Bonfietti, politica italiana
- 1945 - Vernon Pugh, dirigente sportivo, rugbista a 15 e allenatore di rugby a 15 britannico († 2003)
- 1945 - Ebbe Skovdahl, calciatore e allenatore di calcio danese († 2020)
- 1945 - Filippa Spatola, mafiosa italiana
- 1946 - Giuseppe Furino, ex calciatore e dirigente sportivo italiano
- 1946 - Daniela Hodrová, scrittrice e critica letteraria ceca († 2024)
- 1946 - Gerardus 't Hooft, fisico olandese
- 1946 - Arthur Horsfield, ex calciatore inglese
- 1946 - Gerd Lüdemann, teologo tedesco († 2021)
- 1946 - Ram Vilas Paswan, politico indiano († 2020)
- 1946 - Paul Smith, stilista britannico
- 1946 - Alfredo Valentini, ex tiratore a volo sammarinese
- 1947 - Todd Akin, politico statunitense († 2021)
- 1947 - Andrew Bacevich, politologo statunitense
- 1947 - Toos Beumer, ex nuotatrice olandese
- 1947 - Salvatore Genova, politico e poliziotto italiano († 2023)
- 1947 - Atanas Golomeev, cestista, allenatore di pallacanestro e dirigente sportivo bulgaro († 2023)
- 1947 - Paul Hackett, allenatore di football americano statunitense
- 1947 - George Kunz, ex giocatore di football americano statunitense
- 1947 - Sony Labou Tansi, scrittore e regista teatrale congolese (Repubblica Democratica del Congo) († 1995)
- 1947 - Giancarlo Magalli, autore televisivo, conduttore televisivo e attore italiano
- 1947 - Manuel Serapião Filho, ex arbitro di calcio brasiliano
- 1947 - Eckhard Wendt, cestista tedesco († 2022)
- 1948 - Henry Bacon, ex cestista e allenatore di pallacanestro statunitense
- 1948 - Py Bäckman, cantante svedese
- 1948 - Héctor Miguel Cabrejos Vidarte, arcivescovo cattolico peruviano
- 1948 - Jesse Green, cantautore e musicista giamaicano
- 1948 - Joe Hamilton, ex cestista statunitense
- 1948 - William Hootkins, attore statunitense († 2005)
- 1948 - Lajos Kű, ex calciatore ungherese
- 1948 - Blu Mankuma, attore statunitense
- 1948 - Ernesto Mastrángelo, calciatore e allenatore di calcio argentino († 2023)
- 1948 - Julie Nixon Eisenhower, scrittrice statunitense
- 1948 - Raffaele Pagnozzi, dirigente sportivo italiano
- 1948 - Flavio Paulin, cantautore, compositore e bassista italiano
- 1948 - Lojze Peterle, politico sloveno
- 1948 - Ramón Héctor Ponce, calciatore argentino († 2019)
- 1948 - Nancy Springer, scrittrice statunitense
- 1948 - Jim Walton, imprenditore statunitense
- 1949 - Miguel Ángel Adorno, ex calciatore argentino
- 1949 - Mohamed Ali Akid, calciatore tunisino († 1979)
- 1949 - Abhay Ashtekar, fisico indiano
- 1949 - Paruyr Hayrikyan, politico, scrittore e compositore armeno
- 1949 - Atanas Mihajlov, calciatore bulgaro († 2006)
- 1949 - Sepp Schauer, attore tedesco
- 1949 - Tyrone Simmons, ex schermidore statunitense
- 1950 - Carlos Caszely, ex calciatore cileno
- 1950 - Linda Hart, cantante e attrice statunitense
- 1950 - Huey Lewis, cantante, armonicista e attore statunitense
- 1950 - Wayne Pack, ex cestista statunitense
- 1950 - Abraham Skorka, rabbino, scrittore e biofisico argentino
- 1950 - Jaime Villegas, ex calciatore honduregno
- 1951 - Jeff Austin, ex tennista statunitense
- 1951 - Brad Daugherty, giocatore di poker statunitense
- 1951 - John C. Fleming, politico statunitense
- 1951 - Keiko Fuji, cantante e attrice giapponese († 2013)
- 1951 - Enrico Galmozzi, terrorista italiano
- 1951 - Goose Gossage, ex giocatore di baseball statunitense
- 1951 - Robert Joseph McManus, vescovo cattolico statunitense
- 1951 - Maartje van Putten, politica olandese
- 1951 - Johnny Rodgers, ex giocatore di football americano statunitense
- 1951 - Margarita Štărkelova, cestista bulgara († 2025)
- 1951 - Gilbert Van Binst, calciatore belga († 2025)
- 1951 - Roger Wicker, politico, militare e avvocato statunitense
- 1952 - Tamás Buday, ex canoista ungherese
- 1952 - David Dreier, politico statunitense
- 1952 - Terence Henricks, ex astronauta statunitense
- 1952 - Michael Hess, avvocato statunitense († 1995)
- 1952 - Hillbilly Jim, ex wrestler statunitense
- 1952 - Moisés Naím, scrittore e giornalista venezuelano
- 1952 - Aniello Palumbo, politico italiano
- 1953 - Gaby Bartel, ex cestista tedesca
- 1953 - Elizabeth Emanuel, stilista britannica
- 1953 - Paolo Fontanelli, politico italiano
- 1953 - Nadia Hilou, politica palestinese († 2015)
- 1953 - John Holland, ex calciatore maltese
- 1953 - Geraldine Peroni, montatrice statunitense († 2004)
- 1953 - Stefano Trevisanello, allenatore di calcio, dirigente sportivo e ex calciatore italiano
- 1954 - Jimmy Crespo, chitarrista statunitense
- 1954 - Philippe Hardy, sciatore alpino francese († 1984)
- 1954 - Kevin Hart, poeta, critico letterario e filosofo australiano
- 1954 - Michael Sadler, bassista britannico
- 1954 - Don Stark, attore statunitense
- 1954 - Leonor Zalabata, scrittrice e politica colombiana
- 1954 - Hamdin Sabahi, politico egiziano
- 1955 - Sebastian Barry, drammaturgo, scrittore e poeta irlandese
- 1955 - Mia Couto, scrittore e biologo mozambicano
- 1955 - Riccardo Garosci, politico italiano
- 1955 - Peter McNamara, tennista e allenatore di tennis australiano († 2019)
- 1955 - Loretta Napoleoni, saggista e giornalista italiana
- 1956 - Horacio Cartes, politico e imprenditore paraguaiano
- 1956 - Terry Chimes, batterista britannico
- 1956 - George Cumby, ex giocatore di football americano statunitense
- 1956 - Péter Eckstein-Kovács, politico rumeno
- 1956 - Louis Herthum, attore e produttore cinematografico statunitense
- 1956 - James Lofton, giocatore di football americano statunitense
- 1956 - Fabienne Serrat, ex sciatrice alpina francese
- 1956 - Morten Vinje, ex calciatore norvegese
- 1957 - Maria Angela Danzì, dirigente pubblica e politica italiana
- 1957 - Peter Fox, allenatore di calcio e ex calciatore inglese
- 1957 - Chris Hutchings, ex calciatore e allenatore di calcio inglese
- 1957 - Torsten Jakobsson, ex sciatore alpino svedese
- 1957 - Tom Levorstad, ex saltatore con gli sci norvegese
- 1957 - Kausea Natano, politico tuvaluano
- 1957 - Carlo Thränhardt, ex altista tedesco
- 1957 - Mitì Vigliero Lami, giornalista, scrittrice e poetessa italiana
- 1958 - Paul Daniel, direttore d'orchestra inglese
- 1958 - Veronica Guerin, giornalista irlandese († 1996)
- 1958 - Tzipi Livni, politica e avvocato israeliana
- 1958 - Dominique Nicolas, musicista, chitarrista e compositore francese
- 1958 - Valerio Piva, dirigente sportivo e ex ciclista su strada italiano
- 1958 - Pëtr Sunin, saltatore con gli sci sovietico († 2025)
- 1958 - Bill Watterson, fumettista statunitense
- 1959 - Fabien Baron, direttore artistico e designer francese
- 1959 - Marc Cohn, cantautore statunitense
- 1959 - László Csongrái, ex schermidore ungherese
- 1959 - Christoph Hartmann, autore di videogiochi, sceneggiatore e imprenditore statunitense
- 1959 - Pablo Helman, effettista argentino
- 1959 - Mark Radford, ex cestista statunitense
- 1959 - Gertrúd Stefanek, ex schermitrice ungherese
- 1959 - Heidi Westphal, ex canottiera tedesca
- 1960 - Angelo Binaghi, dirigente sportivo e ex tennista italiano
- 1960 - Eduardo Chozas, ex ciclista su strada spagnolo
- 1960 - Francesca Galli, ex ciclista su strada italiana
- 1960 - Brad Loree, attore e stuntman canadese
- 1960 - Hugo Rubio, procuratore sportivo e ex calciatore cileno
- 1960 - Pierre-André Schürmann, allenatore di calcio e ex calciatore svizzero
- 1960 - Douglas Sills, attore statunitense
- 1960 - Alessandro Spadorcia, attore, regista e dialoghista italiano
- 1960 - Gary Gillespie, ex calciatore britannico
- 1960 - Pruitt Taylor Vince, attore statunitense
- 1961 - Meir Banai, cantautore e musicista israeliano († 2017)
- 1961 - Timothy Drury, tastierista, chitarrista e cantante statunitense
- 1961 - Daniel Fishman, scrittore e saggista italiano
- 1961 - Saki Hiwatari, fumettista giapponese
- 1961 - Mikaël Antoine Mouradian, vescovo cattolico libanese
- 1961 - Mauro Parmeggiani, vescovo cattolico italiano
- 1961 - Luisa Ponchio, ex canoista italiana
- 1961 - Mahmoud Sadjadi, ex giocatore di calcio a 5 iraniano
- 1961 - Zlatko Saračević, pallamanista e allenatore di pallamano croato († 2021)
- 1961 - Patrizia Scianca, doppiatrice italiana
- 1961 - Stephen Theuma, ex calciatore maltese
- 1961 - Franco Turchetta, allenatore di calcio e ex calciatore italiano
- 1962 - Kreshnik Çipi, ex calciatore albanese
- 1962 - Frédéric Domon, ex cestista e allenatore di pallacanestro francese
- 1962 - Roberto Fernández Bonillo, dirigente sportivo, allenatore di calcio e ex calciatore spagnolo
- 1962 - Paolo Giordano, chitarrista italiano († 2021)
- 1962 - Barry Hardy, ex wrestler statunitense
- 1962 - Sarina Hülsenbeck, ex nuotatrice tedesca
- 1962 - Lorenzo Regazzo, basso e baritono italiano
- 1962 - Ralf Vollmer, ex calciatore, allenatore di calcio e dirigente sportivo tedesco
- 1963 - Adriana Bazon, ex canottiera rumena
- 1963 - Cho Min-kook, ex calciatore sudcoreano
- 1963 - Piero D'Alì, velista italiano
- 1963 - Edie Falco, attrice statunitense
- 1963 - Antonio Francesco Paolo Gilberto, militare italiano
- 1963 - Maureen Griffin, ex schermitrice canadese
- 1963 - Salvatore Grigoli, mafioso e collaboratore di giustizia italiano
- 1963 - Armando Madonna, allenatore di calcio e ex calciatore italiano
- 1963 - Nicola Morra, politico italiano
- 1963 - Roberto Parodi, scrittore, giornalista e conduttore televisivo italiano
- 1963 - Mark Stockwell, ex nuotatore australiano
- 1963 - Ken Topalian, ex bobbista armeno
- 1964 - Jillian Armenante, attrice, regista e sceneggiatrice statunitense
- 1964 - Uxue Barkos, politica spagnola
- 1964 - Leri Chabelov, ex lottatore, dirigente sportivo e politico georgiano
- 1964 - Filip De Wilde, ex calciatore belga
- 1964 - Luca Fanfoni, violinista italiano
- 1964 - Valerij Medvedcev, ex biatleta sovietico
- 1964 - Ronald D. Moore, sceneggiatore, produttore televisivo e regista statunitense
- 1964 - Neusa Maria Ribeiro, ex cestista brasiliana
- 1964 - Piotr Nowak, allenatore di calcio e ex calciatore polacco
- 1964 - Jerry Sags, ex wrestler statunitense
- 1964 - Mikael Spreitz, attore e karateka svedese
- 1964 - Francesco Tomatis, filosofo italiano
- 1965 - Raymond Brown, ex cestista statunitense
- 1965 - Kathryn Erbe, attrice statunitense
- 1965 - Carlo Legrottaglie, militare italiano († 2025)
- 1965 - Gerd Nefzer, effettista tedesco
- 1965 - Susan Rapp, ex nuotatrice statunitense
- 1965 - Shyqry Shala, ex calciatore albanese
- 1965 - Maria Virginia Tiraboschi, politica italiana
- 1965 - Inna Voljanskaja, pattinatrice artistica su ghiaccio sovietica († 2025)
- 1965 - Məqsəd Yaqubəliyev, ex calciatore azero
- 1965 - Reha Özcan, attore turco
- 1966 - Gus Bradley, allenatore di football americano statunitense
- 1966 - Paolo Di Orazio, scrittore, fumettista e batterista italiano
- 1966 - Laurence Ferrari, giornalista e conduttrice televisiva francese
- 1966 - Greg Grossmann, ex sciatore alpino canadese
- 1966 - Charles Herman-Wurmfeld, regista, attore e produttore cinematografico statunitense
- 1966 - Jim Himes, politico statunitense
- 1966 - António de Oliveira Caetano, allenatore di calcio e ex calciatore portoghese
- 1966 - Giacomo Valenti, conduttore radiofonico, telecronista sportivo e opinionista italiano
- 1966 - Claudia Wells, attrice statunitense
- 1966 - Gianfranco Zola, dirigente sportivo, allenatore di calcio e ex calciatore italiano
- 1967 - Gady Costeff, informatico, manager e compositore di scacchi statunitense
- 1967 - Giovanni Dalla Libera, ex cestista italiano
- 1967 - Massimo Ghiacci, musicista e bassista italiano
- 1967 - Costel Grasu, ex discobolo rumeno
- 1967 - Gary Hughes, cantante, compositore e musicista britannico
- 1967 - Richard Laxton, regista britannico
- 1967 - Christian Miniussi, ex tennista argentino
- 1967 - Alan Ogg, cestista statunitense († 2009)
- 1967 - Nunzio Ortolano, compositore e direttore d'orchestra italiano
- 1967 - Adam Tooze, storico britannico
- 1967 - Silvia Ziche, fumettista italiana
- 1967 - Mustafa Al-Kadhimi, politico, funzionario e giornalista iracheno
- 1968 - Ken Akamatsu, fumettista e politico giapponese
- 1968 - Gianluca Genoni, apneista italiano
- 1968 - Anthon Grimsmo, ex giocatore di curling norvegese
- 1968 - Milo Infante, giornalista, conduttore televisivo e autore televisivo italiano
- 1968 - Kenji Itō, compositore giapponese
- 1968 - Darin LaHood, politico statunitense
- 1968 - Radu Mazăre, politico rumeno
- 1968 - Angela Milanese, cantautrice italiana
- 1968 - Ximena Rincón, politica e avvocata cilena
- 1968 - Rossella Seno, cantante e attrice italiana
- 1968 - Hedi Slimane, designer francese
- 1968 - Giuseppe Ivan Soffiato, ex giavellottista italiano
- 1968 - Michael Stuhlbarg, attore statunitense
- 1968 - Henk Vos, ex calciatore olandese
- 1968 - Susan Wojcicki, imprenditrice statunitense († 2024)
- 1968 - Alex Zülle, ex ciclista su strada svizzero
- 1969 - Adrián Capelli, allenatore di pallacanestro argentino
- 1969 - RZA, beatmaker, polistrumentista e rapper statunitense
- 1969 - Gildart Jackson, attore e scrittore inglese
- 1969 - Jenji Kohan, sceneggiatrice e produttrice televisiva statunitense
- 1969 - John LeClair, ex hockeista su ghiaccio statunitense
- 1969 - Yvon Ledanois, ex ciclista su strada e dirigente sportivo francese
- 1969 - Glenn Magnusson, ex ciclista su strada svedese
- 1969 - Michael O'Neill, allenatore di calcio e ex calciatore nordirlandese
- 1969 - Eduardo Riedel, politico e imprenditore brasiliano
- 1970 - Wayne Besen, giornalista e saggista statunitense
- 1970 - Kenny Dope, disc jockey e produttore discografico statunitense
- 1970 - Mac Dre, rapper statunitense († 2004)
- 1970 - Pjer Malvasija, allenatore di calcio a 5 e ex giocatore di calcio a 5 croato
- 1970 - Valentí Massana, ex marciatore spagnolo
- 1970 - Carlo Riva Vercellotti, politico italiano
- 1970 - Daniel Vuletic, compositore, musicista e cantante croato
- 1971 - Daniel Cangialosi, ex calciatore argentino
- 1971 - J.C. Ice, wrestler statunitense
- 1971 - Donna Faber, ex tennista statunitense
- 1971 - Robbie Koenig, ex tennista sudafricano
- 1971 - Derek McInnes, allenatore di calcio e ex calciatore scozzese
- 1971 - Birte Meyer, ex cestista tedesca
- 1971 - Rossano Pecoraro, filosofo e storico della filosofia italiano
- 1971 - Elvis Scoria, allenatore di calcio e ex calciatore croato
- 1971 - Franco Zanotti, ultramaratoneta e fondista di corsa in montagna italiano
- 1972 - Niki Aebersold, ex ciclista su strada svizzero
- 1972 - Yassine Balbzioui, artista marocchino
- 1972 - Doremus Bennerman, ex cestista statunitense
- 1972 - David Benyamine, giocatore di poker francese
- 1972 - Matthew Birir, ex siepista e maratoneta keniota
- 1972 - Robert Esmie, ex velocista canadese
- 1972 - Joe, cantante e produttore discografico statunitense
- 1972 - Gilles Lellouche, attore, regista e sceneggiatore francese
- 1972 - Ted Price, autore di videogiochi e imprenditore statunitense
- 1972 - Gary Shteyngart, scrittore statunitense
- 1972 - Scarlett Thomas, scrittrice britannica
- 1973 - Marcus Allbäck, allenatore di calcio e ex calciatore svedese
- 1973 - Camilla Andersen, ex pallamanista danese
- 1973 - F. Javier Gutiérrez, regista, sceneggiatore e produttore cinematografico spagnolo
- 1973 - Róisín Murphy, cantante irlandese
- 1973 - René Spies, bobbista tedesco
- 1974 - Marta Aberturas, ex ginnasta spagnola
- 1974 - Márcio Amoroso, ex calciatore brasiliano
- 1974 - Paolo Bartek, ex pallavolista italiano
- 1974 - Michela Brunelli, tennistavolista italiana
- 1974 - Roberto Locatelli, pilota motociclistico italiano
- 1974 - Wolfgang Mückstein, politico austriaco
- 1974 - Giovanni Palladino, politico italiano
- 1975 - David Arigbabu, ex cestista tedesco
- 1975 - Hernán Crespo, allenatore di calcio, dirigente sportivo e ex calciatore argentino
- 1975 - Pius N'Diefi, ex calciatore camerunese
- 1975 - Giuseppe Palella, costumista italiano
- 1975 - Cassandra Raffaele, cantautrice italiana
- 1975 - Michael G. Richards, conduttore televisivo, produttore televisivo e personaggio televisivo statunitense
- 1975 - Pedro Sarabia, allenatore di calcio e ex calciatore paraguaiano
- 1975 - Dennis van Scheppingen, ex tennista olandese
- 1975 - Mikael Stahre, allenatore di calcio svedese
- 1975 - Lubomir Staněk, ex pallavolista ceco
- 1975 - Ai Sugiyama, allenatrice di tennis e ex tennista giapponese
- 1975 - Nikolaj Znaider, violinista e direttore d'orchestra danese
- 1976 - Çiğdem Can, ex pallavolista turca
- 1976 - Maurício Fernandes, ex calciatore brasiliano
- 1976 - Bizarre, rapper statunitense
- 1976 - Nuno Gomes, dirigente sportivo e ex calciatore portoghese
- 1976 - Hang Yin, biochimico statunitense
- 1977 - Clare Azzopardi, scrittrice e traduttrice maltese
- 1977 - Patrick Calcagni, ex ciclista su strada svizzero
- 1977 - Gabriela Dancau, diplomatica romena
- 1977 - Nicolas Kiefer, ex tennista tedesco
- 1977 - Tobias Lindholm, regista e sceneggiatore danese
- 1977 - Royce da 5'9", rapper statunitense
- 1977 - Amilcar Moret Gonzalez, ballerino cubano
- 1977 - Ondjaki, scrittore e poeta angolano
- 1977 - Jan Nezmar, ex calciatore ceco
- 1977 - Michele Paggi, ex velocista italiano
- 1977 - Michelle Salzman, politica statunitense
- 1978 - Curtis Fuller, ex giocatore di football americano e allenatore di football americano statunitense
- 1978 - Chris Hajt, allenatore di hockey su ghiaccio e ex hockeista su ghiaccio canadese
- 1978 - Andreas Johansson, ex calciatore svedese
- 1978 - Miika Koppinen, ex calciatore finlandese
- 1978 - Britta Oppelt, canottiera tedesca
- 1978 - Allan Simonsen, pilota automobilistico danese († 2013)
- 1978 - Yushi Soda, ex calciatore giapponese
- 1979 - Stuart Addis, allenatore di calcio e ex calciatore nordirlandese
- 1979 - Mike Cahill, regista, sceneggiatore e produttore cinematografico statunitense
- 1979 - Nigel Codrington, ex calciatore guyanese
- 1979 - Shane Filan, cantante irlandese
- 1979 - Amélie Mauresmo, allenatrice di tennis e ex tennista francese
- 1979 - Mehdi Meriah, ex calciatore tunisino
- 1979 - Stilijan Petrov, ex calciatore bulgaro
- 1980 - Yoshirō Abe, ex calciatore giapponese
- 1980 - Csaba Borbely, ex calciatore rumeno
- 1980 - Gustaph, cantante e pianista belga
- 1980 - Alessandro Correa, ex calciatore brasiliano
- 1980 - Pauly D, personaggio televisivo e disc jockey statunitense
- 1980 - Adam Harrington, ex cestista e allenatore di pallacanestro statunitense
- 1980 - Donnie Jones, ex giocatore di football americano statunitense
- 1980 - Zayed Khan, attore indiano
- 1980 - Nguyễn Minh Phương, ex calciatore vietnamita
- 1980 - Rui Rêgo, ex calciatore portoghese
- 1980 - Hannes Reichelt, ex sciatore alpino austriaco
- 1980 - David Rozehnal, ex calciatore ceco
- 1980 - Kandia Traoré, ex calciatore ivoriano
- 1980 - Alex Wesby, ex cestista statunitense
- 1981 - Adam Chubb, ex cestista statunitense
- 1981 - Ryan Hansen, attore statunitense
- 1981 - Kelly Kline, ex attrice pornografica e regista statunitense
- 1981 - Daniela Merighetti, ex sciatrice alpina italiana
- 1981 - Kateryna Monzul', arbitro di calcio ucraina
- 1981 - Christopher Storer, sceneggiatore, produttore televisivo e regista statunitense
- 1981 - Linda Sundblad, cantante svedese
- 1981 - Ann Winsborn, cantante svedese
- 1982 - Sophie Adenot, ingegnere e astronauta francese
- 1982 - Ivana Bodrožić, scrittrice e poetessa croata
- 1982 - Vitali Borisov, allenatore di calcio a 5 e ex giocatore di calcio a 5 azero
- 1982 - Tuba Büyüküstün, attrice turca
- 1982 - Oleksandr Dymytrenko, pugile ucraino
- 1982 - Julien Féret, ex calciatore francese
- 1982 - Alberto Gilardino, allenatore di calcio e ex calciatore italiano
- 1982 - Philippe Gilbert, ex ciclista su strada belga
- 1982 - Kate Gynther, pallanuotista australiana
- 1982 - Mohammad Keshavarz, allenatore di calcio a 5 e ex giocatore di calcio a 5 iraniano
- 1982 - Raphael Llanos-Farfan, ex giocatore di football americano e allenatore di football americano tedesco
- 1982 - Sergi Mora, pallanuotista spagnolo
- 1982 - Mara Mucci, politica italiana
- 1982 - Junri Namigata, tennista giapponese
- 1982 - Paíto, ex calciatore mozambicano
- 1982 - Javier Paredes, ex calciatore spagnolo
- 1982 - Beno Udrih, ex cestista e allenatore di pallacanestro sloveno
- 1982 - Rachel Unitt, ex calciatrice inglese
- 1982 - Fabrício de Souza, ex calciatore brasiliano
- 1983 - Jason Allen, giocatore di football americano statunitense
- 1983 - Kevin Boothe, giocatore di football americano statunitense
- 1983 - Roberto Sebastián Brum, ex calciatore uruguaiano
- 1983 - Vikas Gowda, discobolo e pesista indiano
- 1983 - Francesco Grifoni, attore italiano
- 1983 - Jonás Gutiérrez, ex calciatore argentino
- 1983 - Richie Incognito, ex giocatore di football americano statunitense
- 1983 - Marcela Kloosterboer, attrice argentina
- 1983 - Raphaël Nuzzolo, ex calciatore svizzero
- 1983 - Taavi Peetre, pesista e discobolo estone († 2010)
- 1983 - David Thomas, giocatore di football americano statunitense
- 1983 - Zheng Jie, ex tennista cinese
- 1984 - Emma Baratta, schermitrice statunitense
- 1984 - Chiara Bazzoni, velocista italiana
- 1984 - Francesco Cigardi, ex calciatore italiano
- 1984 - Daví Zemuner Trindade, giocatore di calcio a 5 brasiliano
- 1984 - Scott Fardy, rugbista a 15 australiano
- 1984 - Danay García, attrice cubana
- 1984 - Quentin Groves, giocatore di football americano statunitense († 2016)
- 1984 - Paul Keegan, ex calciatore irlandese
- 1984 - Yeon Woo-jin, attore sudcoreano
- 1984 - Ian McCall, artista marziale misto statunitense
- 1984 - Chris Nurse, ex calciatore guyanese
- 1984 - Luca Palazzi, arciere italiano
- 1984 - Hossein Rajabian, regista, scrittore e fotografo iraniano
- 1984 - Sergio de Randamie, ex cestista surinamese
- 1984 - Krzysztof Szubarga, ex cestista polacco
- 1984 - Marion Thees, ex skeletonista tedesca
- 1984 - Alejandro Vásquez, ex calciatore cileno
- 1985 - François Arnaud, attore canadese
- 1985 - Kadir Bekmezci, calciatore turco
- 1985 - Iryna Burjačok, ex tennista ucraina
- 1985 - Franko Bushati, ex cestista e dirigente sportivo albanese
- 1985 - Élodie Godin, cestista francese
- 1985 - Ludovic Gotin, calciatore francese
- 1985 - Luíz Carlos, calciatore brasiliano
- 1985 - Borče Manevski, ex calciatore macedone
- 1985 - Stephanie McIntosh, attrice e cantante australiana
- 1985 - Nick O'Malley, bassista britannico
- 1985 - Lucía Pérez, cantante spagnola
- 1985 - Alexandre Picard, hockeista su ghiaccio canadese
- 1985 - Megan Rapinoe, ex calciatrice statunitense
- 1985 - Andrea Sannino, cantautore e attore italiano
- 1985 - Gediminas Vičius, ex calciatore lituano
- 1985 - Richard Wood, calciatore inglese
- 1986 - Salem Abdulla, calciatore emiratino
- 1986 - Kévin Anin, ex calciatore francese
- 1986 - Jurij Čeban, canoista ucraino
- 1986 - Ashkan Dejagah, ex calciatore iraniano
- 1986 - Charlotte van Gils, ex snowboarder olandese
- 1986 - Roy Gulwak, calciatore sudsudanese
- 1986 - Samuel Honrubia, ex pallamanista francese
- 1986 - Erik Moberg, ex calciatore svedese
- 1986 - Piermario Morosini, calciatore italiano († 2012)
- 1986 - Michele Pirro, pilota motociclistico italiano
- 1986 - Aleksandr Radulov, hockeista su ghiaccio russo
- 1986 - Mami Yoshida, ex pallavolista giapponese
- 1986 - Adam Young, cantante e musicista statunitense
- 1987 - Thomas Abercrombie, cestista neozelandese
- 1987 - Vladan Adžić, calciatore montenegrino
- 1987 - Carlos Carmona Bonet, calciatore spagnolo
- 1987 - Yū Hasegawa, ex calciatore giapponese
- 1987 - Ji Chang-wook, attore sudcoreano
- 1987 - Andrija Kaluđerović, ex calciatore serbo
- 1987 - Alexander Kristoff, ciclista su strada norvegese
- 1987 - Marco Mathys, calciatore svizzero
- 1987 - Safiq Rahim, calciatore malese
- 1987 - Denys Skeps'kyj, calciatore ucraino
- 1987 - Cam Talbot, hockeista su ghiaccio canadese
- 1987 - Emiliano Tellechea, calciatore uruguaiano
- 1987 - Elena Terechova, calciatrice russa
- 1987 - Ilaria Trotta, calciatrice e ex giocatrice di calcio a 5 italiana
- 1988 - Jessie Begarin, cestista francese
- 1988 - Henri Bienvenu, ex calciatore camerunese
- 1988 - Ivica Guberac, ex calciatore sloveno
- 1988 - Endrit Hysenagolli, cestista albanese
- 1988 - Jefferson Nascimento, ex calciatore brasiliano
- 1988 - Lee Jae-sung, calciatore sudcoreano
- 1988 - Gustavo Mencia, calciatore paraguaiano
- 1988 - Alex Meyer, nuotatore statunitense
- 1988 - Rene Mihelič, calciatore sloveno
- 1988 - Smail Morabit, calciatore francese
- 1988 - Laurie Mougel, ex sciatrice alpina francese
- 1988 - Nadzeja Pisarava, ex biatleta russa
- 1988 - Luka Rotković, ex calciatore montenegrino
- 1988 - Joe Simpson, rugbista a 15 inglese
- 1988 - Ish Smith, cestista statunitense
- 1988 - Samir Ujkani, dirigente sportivo e ex calciatore kosovaro
- 1989 - Hiroyuki Abe, ex calciatore giapponese
- 1989 - Stéphane Agbre Dasse, ex calciatore ivoriano
- 1989 - Charlie Austin, calciatore inglese
- 1989 - Sergej Avagimjan, ex calciatore russo
- 1989 - Daniel Bartl, calciatore ceco
- 1989 - Marcos Cabot, cestista uruguaiano
- 1989 - Aleksej Catevič, ciclista su strada russo († 2024)
- 1989 - Adam Cole, wrestler statunitense
- 1989 - Giōrgos Efraim, ex calciatore cipriota
- 1989 - Hanna Falk, fondista svedese
- 1989 - Alëna Fomina, tennista ucraina
- 1989 - Rostyslav Hercyk, schermidore ucraino
- 1989 - Serhij Javors'kyj, calciatore ucraino
- 1989 - Dwight King, hockeista su ghiaccio canadese
- 1989 - Sjinkie Knegt, pattinatore di short track olandese
- 1989 - Koro Koné, calciatore ivoriano
- 1989 - Dejan Lovren, calciatore croato
- 1989 - Lizzie Marvelly, cantautrice, giornalista e mezzosoprano neozelandese
- 1989 - Ixtiyor Navro'zov, lottatore uzbeko
- 1989 - Sean O'Pry, supermodello statunitense
- 1989 - Bruno Romanutti, pallavolista argentino
- 1989 - Malcolm Smith, ex giocatore di football americano statunitense
- 1989 - Tomokazu Sueyoshi, ex giocatore di football americano giapponese
- 1989 - Miguel Tanton, ex calciatore statunitense
- 1989 - Oleg Zoteyev, calciatore uzbeko
- 1990 - Abeba Aregawi, mezzofondista etiope
- 1990 - Jaŭhen Barsukoŭ, calciatore bielorusso
- 1990 - Aaron Brewer, giocatore di football americano statunitense
- 1990 - Marie-Ange Casta, attrice e modella francese
- 1990 - Diego Cataño, attore messicano
- 1990 - Carlotta Giovannini, allenatrice di ginnastica artistica e ex ginnasta italiana
- 1990 - Vladislav Ivanov, ex calciatore moldavo
- 1990 - Federico Lértora, calciatore argentino
- 1990 - Davit' Manoyan, calciatore armeno
- 1990 - Tom Marshall, rugbista a 15 neozelandese
- 1990 - James Morosini, attore e regista statunitense
- 1990 - James O'Connor, rugbista a 15 australiano
- 1990 - Paolo Paci, cestista italiano
- 1990 - Dani Suárez, ex calciatore spagnolo
- 1990 - Tunku Abdul Jalil, principe malese († 2015)
- 1990 - Freddy Winsth, calciatore svedese
- 1991 - Ashraf Waheed Al Sebaie, calciatore bahreinita
- 1991 - Nacho Calero, pilota motociclistico spagnolo
- 1991 - Jason Dolley, attore e musicista statunitense
- 1991 - Juan Carlos Espinoza, ex calciatore cileno
- 1991 - Sam Fischer, cantautore australiano
- 1991 - Chinatsu Kira, calciatrice giapponese
- 1991 - Kōstas Peristeridīs, calciatore greco
- 1991 - Jørgen Skjelvik, calciatore norvegese
- 1991 - Everaldo Stum, calciatore brasiliano
- 1991 - Kristoffer Tokstad, calciatore norvegese
- 1991 - Travis Warech, cestista statunitense
- 1991 - Michael White, giocatore di snooker gallese
- 1991 - Gavin James, cantautore irlandese
- 1992 - Max Brick, ex tuffatore inglese
- 1992 - Temtsimba Dlamini, principessa swazilandese
- 1992 - Jean-Carlos Garcia, calciatore gibilterriano
- 1992 - K.T. Harrell, ex cestista statunitense
- 1992 - Rafał Janicki, calciatore polacco
- 1992 - Ladislav Krejčí, calciatore ceco
- 1992 - Lee Young-ho, videogiocatore sudcoreano
- 1992 - Lin Li, pallavolista cinese
- 1992 - Diego Hermes Martínez, calciatore argentino
- 1992 - Alberto Moreno, calciatore spagnolo
- 1992 - Charlie Otainao, calciatore e giocatore di calcio a 5 salomonese
- 1992 - Artem Poljarus, calciatore ucraino
- 1992 - Mirna Radulović, cantautrice serba
- 1992 - Susana Santos, mezzofondista e maratoneta portoghese
- 1992 - Srđan Vuksanović, pallanuotista serbo
- 1993 - Leonit Abazi, calciatore kosovaro
- 1993 - Johan Branger, calciatore francese
- 1993 - Lamin Colley, calciatore gambiano
- 1993 - Adílio Santos, calciatore brasiliano
- 1993 - Costanza Ferro, nuotatrice artistica italiana
- 1993 - Rafael Gimenes da Silva, calciatore brasiliano
- 1993 - Yuriko Tiger, modella italiana
- 1993 - Zoey Ivory, modella olandese
- 1993 - Jam Aunni, disc jockey e produttore discografico marocchino
- 1993 - Quentin Jouffroy, pallavolista francese
- 1993 - Brian Kamstra, ex ciclista su strada olandese
- 1993 - Benjamin Kigen, siepista keniota
- 1993 - Martin Lukov, calciatore bulgaro
- 1993 - Tom Maayan, cestista canadese
- 1993 - Felipe Nascimento, pentatleta brasiliano
- 1993 - Johann Obiang, calciatore francese
- 1993 - Lukáš Pokorný, ex calciatore ceco
- 1993 - Jorge Polanco, giocatore di baseball dominicano
- 1993 - Neluț Roșu, calciatore rumeno
- 1993 - Ryann Shane, attrice statunitense
- 1993 - Roy-Alexander Steudle, sciatore alpino britannico
- 1994 - Patric Calmon, calciatore brasiliano
- 1994 - Josh Clarke, ex calciatore inglese
- 1994 - José Ignacio Cornejo, pilota motociclistico cileno
- 1994 - Juan Delgado Martínez, ex calciatore uruguaiano
- 1994 - Miljana Džombeta, cestista bosniaca
- 1994 - Şeyma Ercan, pallavolista turca
- 1994 - Andrey Estupiñán, calciatore colombiano
- 1994 - Vinzenz Flatz, calciatore liechtensteinese
- 1994 - Robin Gosens, calciatore tedesco
- 1994 - Diana Harkuša, modella ucraina
- 1994 - Rianna Jarrett, calciatrice irlandese
- 1994 - Jeon Jong-seo, attrice sudcoreana
- 1994 - Michaėla Kalanča, sincronetta russa
- 1994 - Sliman Kchouk, calciatore tunisino
- 1994 - V"jačeslav Kojdan, calciatore ucraino
- 1994 - Florent Lomba, multiplista della Repubblica Democratica del Congo
- 1994 - Edison Ndreca, calciatore albanese
- 1994 - Calvin Richardson, ballerino australiano
- 1994 - Waltteri Väyrynen, batterista e compositore finlandese
- 1994 - Marthe Yankurije, mezzofondista ruandese
- 1994 - Shōhei Ōtani, giocatore di baseball giapponese
- 1994 - Mychajlo Šyška, ex calciatore ucraino
- 1995 - Valentin Belon, ex calciatore francese
- 1995 - Luca Ceccaroli, calciatore sammarinese
- 1995 - Randi Goteni, calciatore congolese (Repubblica del Congo)
- 1995 - Dolev Haziza, calciatore israeliano
- 1995 - James Davis Borikó, calciatore spagnolo
- 1995 - Youssouf Koné, calciatore maliano
- 1995 - Nenass, calciatore capoverdiano
- 1995 - Pan Zhenqi, cestista cinese
- 1995 - Baby Lasagna, cantautore, chitarrista e produttore discografico croato
- 1995 - Carlos Enrique Rentería, calciatore colombiano
- 1995 - Giovanni Simeone, calciatore argentino
- 1995 - Sandro Simonet, sciatore alpino svizzero
- 1995 - Pusarla Sindhu, giocatrice di badminton indiana
- 1995 - Marquis Wright, cestista statunitense
- 1996 - Jaŭhen Bjarozkin, calciatore bielorusso
- 1996 - Frederik Brandhof, calciatore danese
- 1996 - Adama Diakhaby, calciatore francese
- 1996 - José Florentín, calciatore paraguaiano
- 1996 - Jakub Grič, calciatore slovacco
- 1996 - Penny Hart, giocatore di football americano statunitense
- 1996 - Ajdin Hrustic, calciatore australiano
- 1996 - Diontae Johnson, giocatore di football americano statunitense
- 1996 - Blerim Krasniqi, calciatore albanese
- 1996 - Elena Kratter, atleta paralimpica svizzera
- 1996 - Vasilikī Louka, cestista greca
- 1996 - Charalambos Makridis, calciatore tedesco
- 1996 - Iuliana Popa, canottiera rumena
- 1996 - Rim Un-sim, sollevatrice nordcoreana
- 1996 - Matías Santiago Sánchez, calciatore argentino
- 1996 - Rodrigo Tarín, ex calciatore spagnolo
- 1996 - Marko Tolić, calciatore croato
- 1996 - Brianna Turner, cestista statunitense
- 1996 - Stefano Valtulini, pilota motociclistico italiano
- 1996 - Roberto Zammarini, calciatore italiano
- 1996 - Zou Yuchen, cestista cinese
- 1996 - Kristupas Šleiva, lottatore lituano
- 1997 - Roberta Bonatti, pugile italiana
- 1997 - Riccardo Cattapan, cestista italiano
- 1997 - Yannis Clementia, calciatore francese
- 1997 - Nazmi Gripshi, calciatore albanese
- 1997 - William Jøhnk Nielsen, attore danese
- 1997 - Park Ji-min, cantante, personaggio televisivo e attrice sudcoreana
- 1997 - Olamide Shodipo, calciatore irlandese
- 1997 - Ike Smith, cestista statunitense
- 1997 - Raheem Somersall, calciatore nevisiano
- 1997 - Dejana Stefanović, calciatrice serba
- 1997 - Tineke den Dulk, pattinatrice di short track olandese
- 1998 - Valerija Filenkova, nuotatrice artistica russa
- 1998 - Emily Fox, calciatrice statunitense
- 1998 - Ivan Obljakov, calciatore russo
- 1998 - Constance Picaud, calciatrice francese
- 1998 - Ivan Posavec, calciatore croato
- 1998 - Bradley Woodward, nuotatore australiano
- 1999 - Julien Andlauer, pilota automobilistico francese
- 1999 - Trevoh Chalobah, calciatore sierraleonese
- 1999 - Emin Grozdanic, calciatore svedese
- 1999 - Philip Hanson, pilota automobilistico britannico
- 1999 - Feron Hunt, cestista statunitense
- 1999 - Hwang Dae-heon, pattinatore di short track sudcoreano
- 1999 - Ramazan Kárimov, calciatore kazako
- 1999 - Suzan Lamens, tennista olandese
- 1999 - Martin Maljutin, nuotatore russo
- 1999 - Karol Niemczycki, calciatore polacco
- 1999 - Nathan Tella, calciatore inglese
- 1999 - Dani Vivian, calciatore spagnolo
- 2000 - Riccardo Gollini, pallavolista italiano
- 2000 - Sebastian Korda, tennista statunitense
- 2000 - Faouzia, cantautrice e musicista marocchina
- 2000 - Angelo Tafas, calciatore albanese
- 2000 - Jairo Torres, calciatore messicano
- 2000 - Jacopo Trulla, rugbista a 15 italiano
- 2000 - Weverson, calciatore brasiliano

## XXI secolo(29)
- 2001 - Chrystian Barletta, calciatore brasiliano
- 2001 - Panos Katserīs, calciatore greco
- 2001 - Alou Kuol, calciatore sudanese
- 2001 - Ziad Kamal, calciatore egiziano
- 2001 - Alexandre Pierre, calciatore francese
- 2002 - Máximo Alonso, calciatore uruguaiano
- 2002 - Malachi Boateng, calciatore inglese
- 2002 - Vladyslav Buchov, nuotatore ucraino
- 2002 - Mohamed Elgendy, pentatleta egiziano
- 2002 - Jaden Hardy, cestista statunitense
- 2002 - Aleksandra Sergeevna Mal'cevskaja, scacchista russa
- 2002 - Zara Rutherford, aviatrice belga
- 2002 - Merlin Röhl, calciatore tedesco
- 2003 - Noah Ato-Zandanga, calciatore centrafricano
- 2003 - Edward Cedeño, calciatore panamense
- 2003 - Brahima Diarra, calciatore maliano
- 2003 - Rachel Fairbanks, pallavolista statunitense
- 2003 - Kian Fitz-Jim, calciatore olandese
- 2003 - Aline Friess, ginnasta francese
- 2003 - Rosa Kafaji, calciatrice svedese
- 2003 - Kathrine Møller Kühl, calciatrice danese
- 2003 - Terrell Ransom Jr., attore statunitense
- 2003 - Agustín Venezia, calciatore argentino
- 2003 - Espen van Ee, calciatore olandese
- 2004 - Alejandro Parada, lunghista cubano
- 2004 - Cristhoper Zambrano, calciatore ecuadoriano
- 2005 - Sombr, cantante, paroliere e produttore discografico statunitense
- 2005 - Skylar Sheppard, sciatrice alpina statunitense
- 2006 - Esteban Crucci, calciatore uruguaiano

## Senza anno specificato(1)
- Mario Tosi, docente e latinista italiano († 1984)